# صندوق الشيطان (فلم)
صندوق الشيطان (بالإنجليزية: Devil's Chest) هُو فيلم حربي أوغندي صدر سنة 2017، وهُو من تأليف وإنتاج وإخراج حسن ماغي. يتحدث الفيلم بشكل أساسي عن تمرد جيش الرب للمقاومة في شمال أوغندا. الفيلم من بطولة الثنائي هاسيفة ناندي ناكيتيندي وصامويل روجرز مسابا، وقد عُرض لأول مرة في مدينة غولو في يونيو 2017 وفي العاصمة كمبالا في مايو 2019.

## القصة
تدور أحداث الفيلم عن فترة تمرد جيش الرب للمقاومة (LRA) في شمال أوغندا، حيث تُجبر امرأة قروية على أن تكون زوجة لزعيم المُتمردين جوزيف كوني، وهذا الأخير هُو نفسه الذي قتل زوجها.

## طاقم التمثيل
- هاسيفة ناندي ناكيتيندي في دور آشان.
- صامويل روجرز مسابا في دور جوزيف كوني.

## الاستقبال النقدي
لاقى الفيلم استحسانًا في أوغندا وفي جميع أنحاء إفريقيا خصوصا من ناحية السيناريو وأداء المُمثلين وطريقة الإخراج. حصل الفيلم على أكبر عدد من الترشيحات (9) في حفل توزيع جوائز مهرجان أوغندا السينمائي الخامس سنة 2017، وفاز في الأخير بأربع جوائز من بينها أفضل فيلم روائي طويل وأفضل مُخرج. رُشح الفيلم أيضًا سنة 2018 لنيل جائزتي أفضل فيلم شرق أفريقي وأفضل فيلم شامل، وذلك في حفل توزيع جوائز أفريقيا ماجيك للمشاهدين. في الجانب الآخر، انتقد بعض النقاد الجوانب الفنية والقصصية والحركية في الفيلم. وصف الناقد كولينز كاكويزي عن مهرجان أماكولا السينمائي الفيلم بأنه مشروع فاشل مُشيرًا إلى أن مشاهد الحركة فيه كانت مفقودة وأن أداء الممثل صامويل روجرز مسابا صور زعيم المتمردين جوزيف كوني صُور على أنه رجُل طيب.

## الجوائز والترشيحات
| الجوائز والترشيحات | الجوائز والترشيحات              | الجوائز والترشيحات             | الجوائز والترشيحات     | الجوائز والترشيحات | الجوائز والترشيحات |
| السنة              | حفل توزيع الجوائز               | الجائزة                        | المُستلم للجائزة        | النتيجة            | مراجع              |
| ------------------ | ------------------------------- | ------------------------------ | ---------------------- | ------------------ | ------------------ |
| 2017               | جوائز مهرجان أوغندا السينمائي   | أفضل سيناريو                   | حسن ماغي               | رُشِّح                | [ 9 ] [ 10 ]       |
| 2017               | جوائز مهرجان أوغندا السينمائي   | أفضل تصميم أزياء وإنتاج        | حسن ماغي               | رُشِّح                | [ 9 ] [ 10 ]       |
| 2017               | جوائز مهرجان أوغندا السينمائي   | أفضل تصوير سينمائي             | حسن ماغي               | فوز                | [ 9 ] [ 10 ]       |
| 2017               | جوائز مهرجان أوغندا السينمائي   | أفضل صوت                       | حسن ماغي               | فوز                | [ 9 ] [ 10 ]       |
| 2017               | جوائز مهرجان أوغندا السينمائي   | أفضل مونتاج وما بعد الإنتاج    | حسن ماغي               | فوز                | [ 9 ] [ 10 ]       |
| 2017               | جوائز مهرجان أوغندا السينمائي   | أفضل مُمثلة                     | هاسيفة ناندي ناكيتيندي | رُشِّح                | [ 9 ] [ 10 ]       |
| 2017               | جوائز مهرجان أوغندا السينمائي   | أفضل مُمثل في فيلم روائي طويل   | صامويل روجرز مسابا     | رُشِّح                | [ 9 ] [ 10 ]       |
| 2017               | جوائز مهرجان أوغندا السينمائي   | أفضل مُخرج                      | حسن ماغي               | فوز                | [ 9 ] [ 10 ]       |
| 2017               | جوائز مهرجان أوغندا السينمائي   | أفضل فيلم روائي طويل           | حسن ماغي               | فوز                | [ 9 ] [ 10 ]       |
| 2018               | جوائز أفريقيا ماجيك للمشاهدين   | أفضل فيلم من منطقة شرق أفريقيا |                        | رُشِّح                | [ 11 ] [ 12 ]      |
| 2018               | جوائز أفريقيا ماجيك للمشاهدين   | أفضل فيلم على الإطلاق          |                        | رُشِّح                | [ 11 ] [ 12 ]      |
| 2018               | مهرجان أماكولا السينمائي الدولي | أفضل فيلم روائي طويل           |                        | رُشِّح                | [ 13 ]             |

## روابط خارجية
مقالات تستعمل روابط فنية بلا صلة مع ويكي بيانات